# Shady Hills
Shady Hills ist  ein census-designated place (CDP) im Pasco County im US-Bundesstaat Florida. Das U.S. Census Bureau hat bei der Volkszählung 2020 eine Einwohnerzahl von 11.690 ermittelt.

## Geographie
Shady Hills liegt rund 35 km westlich von Dade City sowie etwa 50 km nördlich von Tampa. Der CDP wird vom U.S. Highway 19 sowie von den Florida State Roads 52 und 589 (Suncoast Parkway, mautpflichtig) durchquert bzw. tangiert.

## Demographische Daten
Laut der Volkszählung 2010 verteilten sich die damaligen 11.523 Einwohner auf 4.846 Haushalte. Die Bevölkerungsdichte lag bei 170,0 Einw./km². 95,6 % der Bevölkerung bezeichneten sich als Weiße, 0,7 % als Afroamerikaner, 0,5 % als Indianer und 0,5 % als Asian Americans. 1,1 % gaben die Angehörigkeit zu einer anderen Ethnie und 1,5 % zu mehreren Ethnien an. 6,5 % der Bevölkerung bestand aus Hispanics oder Latinos.
Im Jahr 2010 lebten in 29,8 % aller Haushalte Kinder unter 18 Jahren sowie 32,0 % aller Haushalte Personen mit mindestens 65 Jahren. 72,6 % der Haushalte waren Familienhaushalte (bestehend aus verheirateten Paaren mit oder ohne Nachkommen bzw. einem Elternteil mit Nachkomme). Die durchschnittliche Größe eines Haushalts lag bei 2,66 Personen und die durchschnittliche Familiengröße bei 3,01 Personen.
23,5 % der Bevölkerung waren jünger als 20 Jahre, 18,7 % waren 20 bis 39 Jahre alt, 33,5 % waren 40 bis 59 Jahre alt und 24,3 % waren mindestens 60 Jahre alt. Das mittlere Alter betrug 45 Jahre. 50,2 % der Bevölkerung waren männlich und 49,8 % weiblich.
Das durchschnittliche Jahreseinkommen lag bei 36.724 $, dabei lebten 20,9 % der Bevölkerung unter der Armutsgrenze.
Im Jahr 2000 war Englisch die Muttersprache von 94,57 % der Bevölkerung, Spanisch sprachen 4,94 % und 0,49 % sprachen Arabisch.